# Anioły w kolorze: Piosenki z repertuaru Ewy Demarczyk
Anioły w kolorze: Piosenki z repertuaru Ewy Demarczyk – tribute album poświęcony Ewie Demarczyk, wydany 28 października 2011 roku nakładem wrocławskiego wydawnictwa muzycznego Luna Music.
Album zawiera współczesne interpretacje utworów, wykonywane m.in. przez Justynę Steczkowską, Kingę Preis czy Natalię Przybysz.

## Lista utworów
Opracowano na podstawie materiału źródłowego.
1. „Grande Valse Brillante” – Justyna Steczkowska
2. „Czarne anioły” – Justyna Szafran
3. „Jaki śmieszny” – Justyna Antoniak
4. „Rebeka” – Maja Kleszcz
5. „Garbus” – Kinga Preis
6. „Groszki i róże” – Natalia Przybysz
7. „Taki pejzaż” – Justyna Steczkowska
8. „Nähe des Geliebten” – Renate Jett
9. „Karuzela z Madonnami” – Natalia Przybysz
10. „Tomaszów” – Natalia Grosiak
11. „Pocałunki” – Justyna Antoniak
12. „Grande Valse Brillante” – Stanisława Celińska
13. „Canción de las Voces Serenas” – Stanisława Celińska & Renate Jett.